# ツバサ (プロレスラー)
ツバサ（1973年6月21日 - ）は、日本の覆面レスラー。

## 経歴
プロレスラーになるため、メキシコへ渡り、フライ・トルメンタに師事する。師匠から徹底的にルチャリブレの基礎を叩き込まれる。
1994年12月3日、CMLLイダルゴ州パチューカ大会でデビュー。
1999年、日本に帰国してCMLL JAPANに参戦。9月、大阪プロレスに入団。
2001年、ブラックバファローとタッグチーム「インフィニティ」を結成。7月21日、王座決定戦でスペル・デルフィン&村濱武洋組に勝利してブラックバファローと共に大阪プロレスタッグ王座を獲得。
2002年8月25日、"ビッグボス"MA-G-MA&大王QUALLT組に勝利してバファローと共に大阪プロレスタッグ王座を獲得。
2003年、インフィニティを解散。4月29日、「大阪タックフェスティバル」にビリーケン・キッドとタッグを組んで出場して優勝。
2004年6月12日、「大阪タックフェスティバル」にユタカとタッグを組んで出場して優勝。
2005年9月17日、秀吉&政宗組に勝利してキッドと共に大阪プロレスタッグ王座を獲得。
2008年10月26日、ゼロ&GAINA組に勝利してアジアン・クーガーと共に大阪プロレスタッグ王座を獲得。
2014年5月14日、ダブプロレスでバッファローとのタッグチーム「インフィニティ」が復活。11月24日、和泉シティプラザ弥生の風ホールでデビュー20周年記念大会「意志あるところに道は通じる」を開催。
2017年1月21日、古巣の大阪プロレスでバッファローとのタッグチーム「インフィニティ」が復活。
2019年11月23日、東成区民センターでデビュー25周年記念大会「意志あるところに道は通じる2019」を開催。

## 得意技
ルチャリブレを中心とした技を得意としている。力強い投げ技も使いこなす。
トルナド・デ・アカプルコ
コーナー最上段から体を270度前方回転するようにジャンプして回転途中で体を左方向へと180度錐揉み回転して仰向けになった相手の上に腹部から落下する。
ウイングロックバスター
ツバサ式抱え込み落とし
橘式抱え込み落としと同型。
ツバサ式ドラゴンスリーパー
ファルコンアロー
クロスアームスープレックス
除夜の鐘
ウン・タコ
ラ・ネブリナと同型。
カサドーラクラッチ
ラ・カサドラーナ
トラースキック

## 入場曲
- No Te Vayas（クリスティアン・カストロ）

## タイトル歴
- メキシコ州ウェルター級王座
- CMLL JAPANタッグ王座
- 大阪無差別級王座
- 大阪プロレスタッグ王座
- 天王山優勝
- 大阪タッグフェスティバル優勝
- FFFタッグ王座
- DOVEタッグ王座
- 九州プロレスタッグ王座
- UWA世界6人タッグ王座

## エピソード
- プロ野球球団「中日ドラゴンズ」のファンでシーズン中は実家に帰る際にナゴヤドームで野球観戦をすることもある。
- 2度の右膝前十字靭帯断裂経験からリハビリテーションの重要性に興味を抱いて、プロレスラーとしての今後に不安を感じたことから専門学校に通って理学療法士の資格を得る[1]。